# Хирбнафса
Хирбнафса (араб. حربنفسه‎ [ħirbnafsah]) — небольшой город на западе Сирии, расположенный на территории мухафазы Хама. Входит в состав района Хама. Является центром одноимённой нахии.

## Географическое положение
Город находится в юго-западной части мухафазы, к западу от реки Эль-Аси, на высоте 380 метров над уровнем моря.

Хирбнафса расположена на расстоянии приблизительно 21 километра к юго-западу от Хамы, административного центра провинции и на расстоянии 155 километров к северо-северо-востоку (NNE) от Дамаска, столицы страны.

## Население
По данным официальной переписи 2004 года численность населения города составляла 3574 человека (1901 мужчина и 1673 женщины). Насчитывалось 565 домохозяйств.

## Транспорт
Ближайший гражданский аэропорт — Международный аэропорт имени Басиля Аль-Асада.